# Candeleda
Candeleda település Spanyolországban, Ávila tartományban. Candeleda Arenas de San Pedro, Zapardiel de la Ribera, Navalperal de Tormes, San Juan de Gredos, Bohoyo, Madrigal de la Vera, Oropesa, Calzada de Oropesa és Lagartera községekkel határos. Lakosainak száma 5031 fő (2024).

## Népesség
A település népessége az utóbbi években az alábbiak szerint változott:
| Lakosok száma | 5109 | 5046 | 5137 | 5166 | 5213 | 5143 | 5034 | 5018 | 5049 | 5031 |
|               | 2001 | 2004 | 2006 | 2009 | 2011 | 2014 | 2016 | 2019 | 2021 | 2024 |